# Liste von Computermuseen
Dies ist eine Liste von Computermuseen.
Deutschland (sortiert nach Postleitzahl)
- ZCOM, 02977 Hoyerswerda
- Rechenwerk Computer- & Technikmuseum, 06120 Halle
- Computerspielemuseum Berlin, 10243 Berlin
- Computermuseum der Fachhochschule Kiel, 24149 Kiel
- Oldenburger Computer-Museum, 26122 Oldenburg
- Hi-Score, 30171 Hannover
- Heinz Nixdorf MuseumsForum, 33102 Paderborn
- Bielefelder Computermuseum, 33689 Bielefeld[1]
- Konrad-Zuse-Museum, 36088 Hünfeld
- Computer-Cabinett, 37083 Göttingen[2]
- Commodore-Computer-Museum, 38112 Braunschweig[3]
- CBM Museum, 42115 Wuppertal (Ausstellungen nur extern auf Anfrage, z. B. für Projektwochen in Schulen)[4]
- Computermuseum Cologne, 51065 Köln (https://www.computermuseumcologne.de/, bietet Workshops für Schulklassen an)
- Digital Retro Park Museum für digitale Kultur, 63065 Offenbach
- TECMUMAS Technik Museum Matthias Schmitt, 64732 Bad König[5]
- Yesterchips Heimcomputer- und Spielekonsolenmuseum, 64750 Haingrund[6]
- Analog Computer Museum, 65307 Bad Schwalbach[7]
- technikum29, 65779 Kelkheim[8]
- Computermuseum der Informatik, 70174 Stuttgart
- Wilhelm-Schickard-Institut, 72074 Tübingen
- RetroGames, 76135 Karlsruhe
- Computerarchiv München, 81541 München
- Computeum, 94474 Vilshofen
- (geschlossen) Computermuseum Aachen

sowie:
- Haus der Computerspiele, Wandermuseum in Deutschland

Niederlande:
- HomeComputerMuseum, 5701 NK Helmond[9]

Frankreich:
- MO5, Paris

Russland:
- Museum der sowjetischen Spielautomaten, Moskau

Schweiz:
- Enter (Museum), Solothurn

USA:
- Computer History Museum, Kalifornien
- Mimms Museum of Technology and Art, Georgia
- The Interim Computer Museum, Tukwila, Washington

Vereinigtes Königreich:
- The National Museum of Computing, Bletchley
- Museum of Computing, Swindon

Virtuelles Museum:
- 8Bit-Museum.de[10]
- Museum für gefährdete Töne
- Computermuseum Ebenthal[11]
- BINARIUM. Deutsches Museum der digitalen Kultur, bis Dezember 2023 in 44369 Dortmund, anschließend als Webseite